# Église des Saints-Innocents d'Albany
L'église des Saints-Innocents, connue plus tard sous le nom église de la Nativité-de-la-Vierge-Marie, est une église anglicane, puis orthodoxe, située à Albany, dans l'État de New York aux États-Unis. Elle est aujourd'hui inutilisée et abandonnée.

## Historique
Sa construction, ainsi que sa chapelle adjacente, s'est déroulée au milieu du XIXe siècle selon les plans de l'architecte Frank Wills.
Un petit jardin entourant l'église et la chapelle lui donne l'image d'une église paroissiale dans la campagne anglaise malgré son environnement urbain. Son intérieur comporte plusieurs vitraux conçus par John Bolton, frère de William Jay Bolton. Un siècle après sa construction, la congrégation épiscopalienne a déménagé dans une église plus récente et l'a vendue à  l'Église orthodoxe russe, qui l'a renommée et a ajouté un clocher à bulbe. Ils ont ensuite déménagé et le bâtiment reste aujourd'hui vacant.

## Bâtiment
Le complexe de l'église et de la chapelle est situé au coin sud-est de l'intersection de North Pearl et de la Colonie Street, à environ 1 km au nord du centre-ville d'Albany et à quelques rues à l'est du quartier d'Arbor Hill. Le quartier environnant est principalement résidentiel et montre les effets des programmes de renouvellement urbain antérieurs.
De l'autre côté de Colonie Street, au nord, se trouve un grand terrain vacant et des voies de chemin de fer inutilisées. Au sud se trouvent d'autres bâtiments commerciaux et résidentiels plus anciens. Deux immeubles de grande hauteur modernes, avec un complexe de petits bâtiments plus récents au nord, traversent North Pearl à l'ouest.
Certaines autres propriétés figurant sur le registre sont à proximité. Le petit district historique de l'Avenue de Broadway-Livingston se situe à l'est et au sud-est, et les immeubles de la rue Broadway au sud de celui-ci. L'extrémité nord du district historique d'Arbor Hill - Ten Broeck Triangle et l'une de ses propriétés associées, le manoir Ten Broeck, se trouvent à un pâté de maisons.
L'église et la chapelle sont des structures en forme de « T » de deux étages et demi, les matériaux utilisés sont en pierre de Portland et sont surmontées de toits à deux versants recouverts d'ardoises très pentues. Le bâtiment principal de l'église est actuellement recouvert de lierre, occultant la plupart de ses éléments décoratifs. Au sommet du devant se trouve un clocher à bulbe vert surmonté d'une croix orthodoxe.
Sous cette végétation, sur la façade ouest, se trouvent des contreforts d'angle, une entrée centrale voûtée, quatre fenêtres à lancettes au deuxième étage et une seule fenêtre triangulaire dans le pignon. La nef comporte cinq travées, avec une entrée supplémentaire au nord-est.
L'intérieur du décor de l'église est restreint. Des lambris en bois longent la partie inférieure des murs. Au-dessus, il y a une petite galerie en bois et un plafond avec poutres apparentes. Les bancs d'origine ont été retirés et des chaises sont désormais alignées sur les côtés. Des écrans et des icônes bloquent la vue de l'autel. Un comptoir moderne est à côté de l'entrée. Les vitraux et les grisailles subsistent.
La chapelle est un bâtiment similaire, plus petit. Le mur au-dessus est en brique. À l'intérieur, il y a aussi des partitions, des écrans et des icônes, mais il a été entièrement rénové. Le sol est en linoléum et des puits de lumière ont été ajoutés au plafond.
Le 4 mai 2015, une partie de l'église s'est effondrée. En décembre 2016, un promoteur a acheté l'église et a permis d'éviter son éventuelle démolition. Il prévoyait de stabiliser la structure et de l'ouvrir pour en faire un centre communautaire ou un restaurant.

## Articles annexes
- Liste des National Historic Landmarks de New York